# Anisomeridium throwerae
Anisomeridium throwerae är en lavart som beskrevs av R. C. Harris. Anisomeridium throwerae ingår i släktet Anisomeridium och familjen Monoblastiaceae.   Inga underarter finns listade i Catalogue of Life.